# Biurowiec K1 w Rybniku
Biurowiec K1 właściwie Business Center K1.– najwyższy biurowiec w Rybniku znajdujący się przy ul. 3 Maja.
Obiekt został zbudowany w latach 70., powstał na miejscu dawnego targowiska.
Znajduje się na jednym z najważniejszych szlaków komunikacyjnych miasta: sąsiaduje z komendą policji, sądem okręgowym. W pobliżu znajduje się dworzec kolejowy, Zakład Ubezpieczeń Społecznych i rondo Kamyczek.

## Przypisy

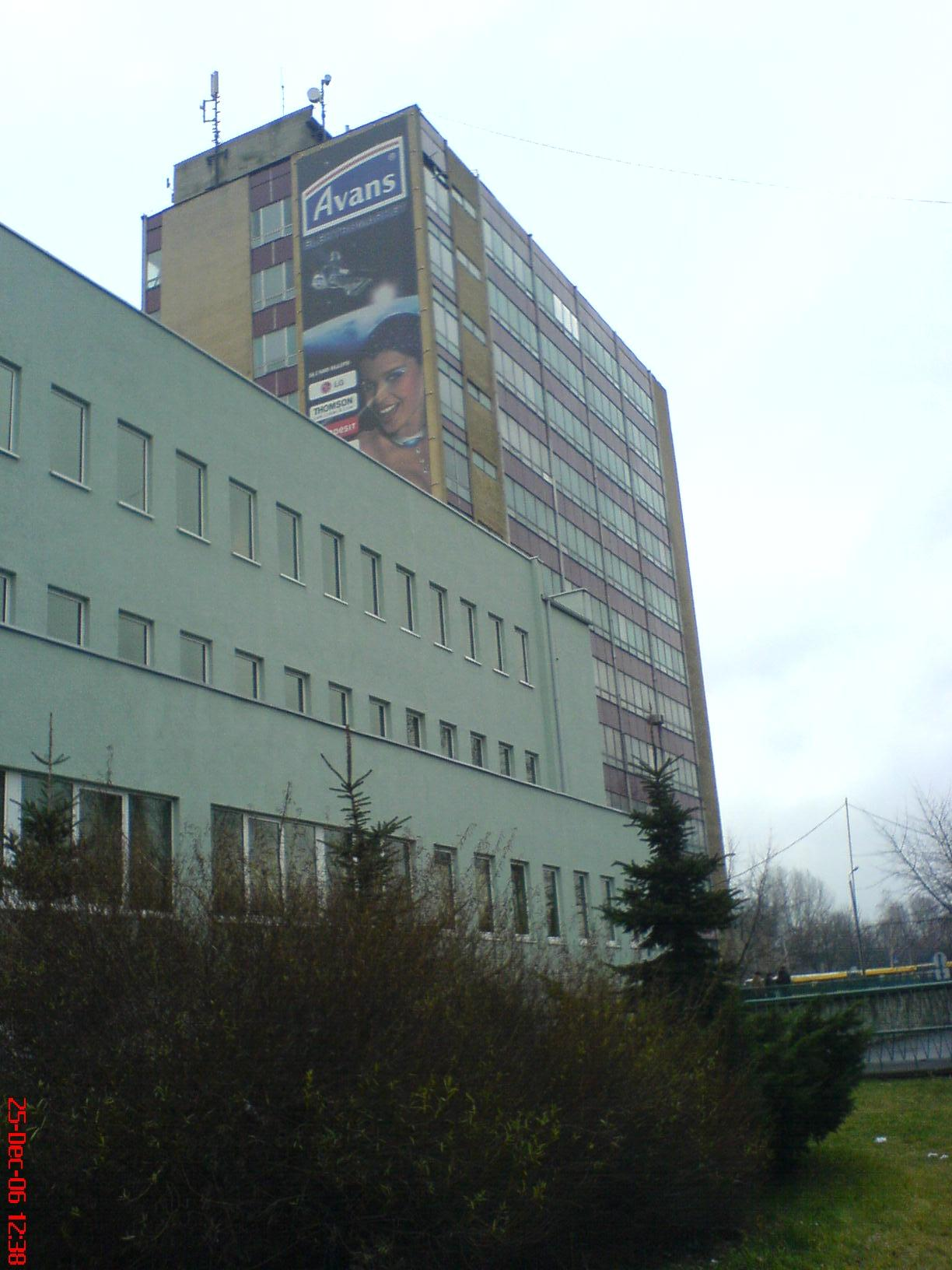
Biurowiec Millenium od strony "dobudówki"